# Île Zavodovski

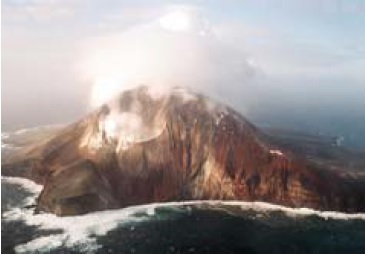
Photo aérienne de l'île Zavodvski par la National Geospatial-Intelligence Agency.

L'île Zavodovski est une île volcanique inhabitée de l'archipel des îles Sandwich du Sud. C'est l'île la plus au nord de l'archipel. Elle se situe à environ 350 km au sud-est de la Géorgie du Sud.
Elle fut découverte par Fabian Gottlieb von Bellingshausen, un explorateur russe de l'Antarctique le 24 décembre 1819. L'île a été baptisée en l'honneur d'Ivan Zavodovski, capitaine du navire Vostok à bord duquel avait lieu l'expédition.
L'île est d'origine stratovolcanique, issue du volcan Mont Curry qui domine l'île à une hauteur de 551 m. Par ailleurs, l'île abrite une des plus grandes colonies de manchots à jugulaire composée d'environ deux millions d'individus.